# 테크 나인
테크 나인 (Tech N9ne, 본명: Aaron Dontez Yates, 1971년 11월 8일 ~ )는 미국의 랩퍼이다. 릴 웨인, 트위스타, 버스타 라임스, 티-페인, B.o.B 등과 작업한 적이 있다. 1991년도부터 활동하기 시작하였으며 그 후 1999년에 사업파트너인 Travis O'Guin과 자신의 레이블 Strange Music을 설립한다.미국 힙합 인디씬에서 독보적인 존재감을 과시하며 그 위치는 메인스트림 래퍼들도 무시못할 정도이다.빠르면서 동시에 그루비한 랩스킬이 특징이며 초창기엔 호러한 음악이 주특징이었으나 시대가 바뀌어감에 따라 말로 설명할 수 없는 본인만의 특징을 살린 음악들로 바뀌어가고 있다.물론 호러코어는 여전히 하고 있다.유명한 곡으로는 World Wide Choppers가 있으며 현재 힙합씬의 가장 핫한 래퍼 중 하나인 Kendrick Lamar와도 작업한 곡들이 있다.
그의 랩네임은 총기류 중 하나인 TEC-9에서 따왔으며 말그대로 총기가 난사하듯 빠른 플로우와 변칙적 라이밍을 보여주겠다는데에서 유래했다.